# Keybank Center
Keybank Center (tidigare namn Marine Midland Arena, HSBC Arena och First Niagara Center) är en idrotts- och evenemangsarena i Buffalo i delstaten New York i USA.
I arenan spelar bland annat ishockeyklubben Buffalo Sabres och lacrosseklubben Buffalo Bandits.

### Fotnoter
1. ↑  Collison, Kevin (3 november 1994). ”Arkiverade kopian”. The Buffalo News. Arkiverad från originalet den 23 december 2022. https://web.archive.org/web/20221223151936/http://nl.newsbank.com/nl-search/we/Archives?p_product=BN&p_theme=bn&p_action=search&p_maxdocs=200&p_topdoc=1&p_text_direct-0=0EAF9829CF6AC383&p_field_direct-0=document_id&p_perpage=10&p_sort=YMD_date:D&s_trackval=GooglePM. Läst 7 mars 2012.